# 折生迫站

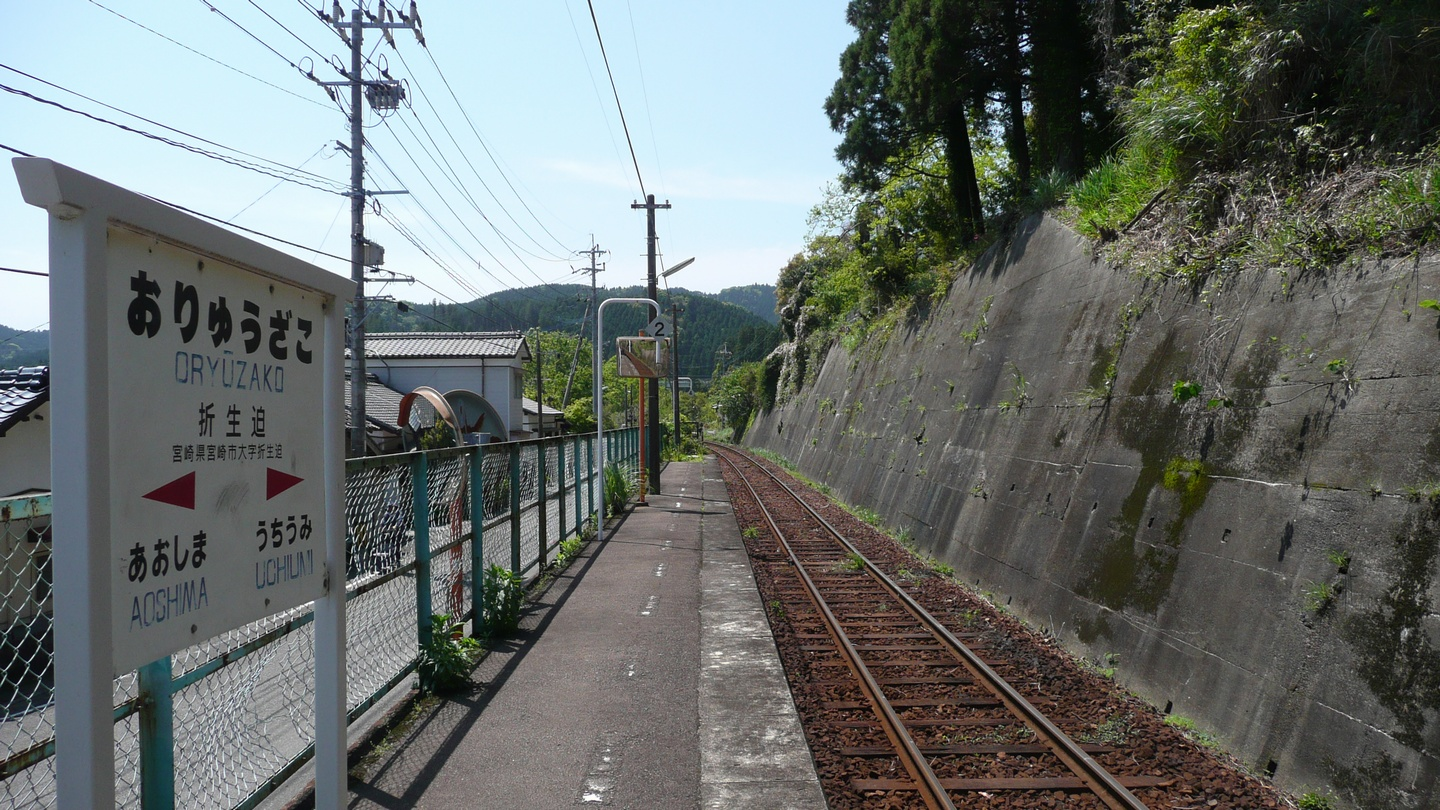
月台(2008年4月)

折生迫站（日语：／ Oryūzako eki */?）是日本宮崎縣宮崎市的車站，屬於九州旅客鐵道（JR九州）的日南線。
在日南線開通前，宮崎交通線亦曾經設有「折生迫」站，但位置與現時JR車站不盡相同。宮崎交通線的折生迫站大約位於現時「青島六丁目」附近，且較為靠近海岸，與現時位於山邊的車站不盡相同。

## 背景
當國鐵將原宮崎交通線改成與志布志線連接時，原青島～內海一段沿海路軌並沒有重新使用，而是改經山邊，並通過隧道與南鄉站連接起來。本站周邊原屬人口不高的區域，國鐵亦原未有打算在此設站。1966年因應原宮崎市立內海中學校與宮崎市立青島中學校合併，宮崎市遂向國鐵提出車站請願，認為該處有通學需要而設立，獲批後，車站的興建費用亦全由宫崎市承擔。

## 車站構造
本站採用簡易車站模式運作，沒有站房。車站出入口同時併入於有蓋候車亭中。兩側都有斜道進入車站入口，但其中一邊的斜道相對較大。

### 月台
只有一個側式月台，以水泥以灌漿式的方法建成，月台邊裝有附導盲功能的黃色地磚，但因為路軌方已貼近山邊，月台的闊度相對較窄，位於黃線內的範圍幾乎已貼近月台外圍的鐵欄邊沿。有蓋候車亭約有半節車廂長度，靠向向海一方放置了兩張簡易式塑膠長櫈、車站資訊等看板資料，另一邊及其餘露天部份則沒有任何月台設施。
月台長度約為80米，有效長度為4輛。進站時往志布志方向為左側上落；往宮崎方向為右側上落。
| 路線    | 上下行 | 方向                   |
| ------- | ------ | ---------------------- |
| ■日南線 | 下行   | 油津、南鄉、志布志方向 |
| ■日南線 | 上行   | 南宮崎、宮崎方向       |

## 歷史
- 1966年12月1日：開業。
- 1987年4月1日：國鐵分割民營化，本站轉交九州旅客鐵道。
- 2022年4月1日：隨九州旅客鐵道宮崎支社（日语：九州旅客鉄道宮崎支社）成立，從鹿兒島支社轉移[6]。

## 使用人數
JR九州自2016年度起再沒有公佈本站的使用人數，亦因每日平均人數少於100人，連列入附錄表的機會也沒有。
以下為近年的乘車人次列表。
| 年度     | 1日平均 乘車人次 |
| -------- | ---------------- |
| 1996     | 71               |
| 1997     | 75               |
| 1998     | 67               |
| 1999     | 61               |
| 2000     | 56               |
| 2001     | 48               |
| 2002     | 48               |
| 2003     | 47               |
| 2004     | 42               |
| 2005     | 38               |
| 2006     | 40               |
| 2007     | 37               |
| 2008     | 35               |
| 2009     | 37               |
| 2010     | 37               |
| 2011     | 29               |
| 2012     | 27               |
| 2013     | 19               |
| 2014     | 21               |
| 2015     | 23               |
| 2016     | 18               |
| 2017以後 | <100             |

## 相鄰車站
九州旅客鐵道
■日南線
■觀光特急「海幸山幸」、■快速「日南MArine號」
通過
■普通
青島－折生迫－小內海

## 外部連結
- JR九州 － 折生迫車站 （页面存档备份，存于）（日語）